# Poeciliopsis pleurospilus
 Poeciliopsis pleurospilus és un peix de la família dels pecílids i de l'ordre dels ciprinodontiformes.

## Hàbitat
És una espècie d'aigua dolça.

## Distribució geogràfica
Es troba a Nord-amèrica.